# Farina di castagne

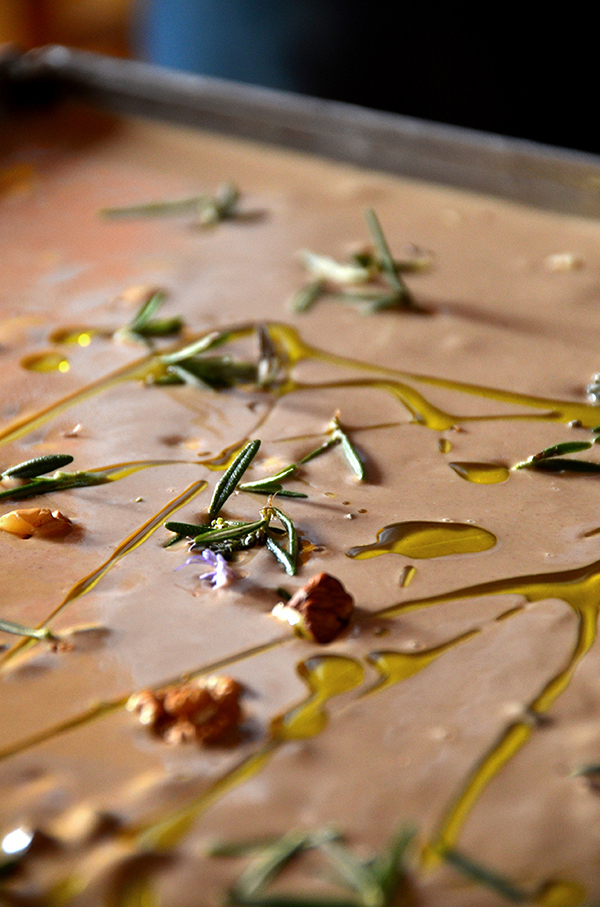
La pastella, base del castagnaccio, (prima di essere cotta)

La farina di castagne, detta anche farina dolce, è il prodotto dell'essiccatura e della successiva macinatura delle castagne.
Si presenta con un colore nocciola per la presenza della pellicina altrimenti colore paglierino, e con sapore dolce, si produce principalmente nelle zone di montagna dai 450 metri ai 900, dove cresce la pianta del castagno domestico e dove nel tempo si sono stabilite le strutture abilitate alla sua produzione. In passato era un'importante fonte di sussistenza, per molte zone montuose caratterizzato dalla cosiddetta civiltà del Castagno, visto l'alto contenuto calorico che ne fece la principale fonte di sostentamento.
La castagna introdotta già ai tempi di san Benedetto fu intensamente coltivata a causa delle carestie e della peste in Toscana nel 1300 che portarono la popolazione a spostarsi in cerca di mezzi di sostentamento verso le colline.
In Corsica, il castagno venne introdotto su larga scala nel sedicesimo secolo dai genovesi, e la sua diffusione cambiò radicalmente il paesaggio di vaste zone dell'isola, e la dieta di gran parte della popolazione.

## Raccolta e lavorazione delle castagne
Le fasi di lavorazione della castagna per giungere al prodotto finito sono:
- Raccolta. La raccolta delle castagne avviene nel mese di ottobre, quando esse cadono dalla pianta. La "selva", ovvero il bosco di castagni domestici, era, ed è in alcuni luoghi, tuttora preparato per la raccolta, grazie alla pulitura del sottobosco da foglie e rami, in modo che il cardo (o riccio) e la castagna siano ben visibili. La raccolta avviene principalmente a mano, con l'ausilio di rastrelli e bastoni, per battere il cardo nel caso in cui le castagne (in genere 3 per riccio) non siano ancora fuoriuscite. In genere le castagne si mettono dapprima in ceste e panieri di vimini intrecciati, per poi essere messe in grosse balle di Juta.
- Essiccatura. Le balle con le castagne vengono portate nel caniccio o metato. Il caniccio è una sorta di piccola casetta, dove a livello del terreno è sempre acceso un fuoco di legna di castagno e circa a 2 metri di altezza sono poste le castagne ad essiccare su un piano costruito da pali, sempre di castagno. In questo modo con il calore del fuoco sottostante le castagne in circa 20 giorni si essiccano.
- Pulitura. Una volta terminata l'essiccatura c'è la pulitura dal guscio, attraverso la battitura e il vaglio a maglie più piccole della castagna secca, in modo da eliminare i residui.
- Tostatura. Dopo questo procedimento, in alcuni casi si procede alla tostatura in appositi forni.
- Macinatura. A questo punto le castagne sono pronte per la macinatura nel mulino. I mulini sono in genere ad acqua e con macine in pietra opportunamente scanalate. Segue un'ulteriore vagliatura ed il prodotto è pronto per l'uso ed il commercio.

## Uso della farina di castagne
Generalmente la farina di castagne viene adoperata aggiungendo acqua e un pizzico di sale: dopo un'opportuna amalgamatura è pronta per diversi tipi di cottura.
- Il pane è preparato da molti secoli con questo ingrediente essenziale in certe zone di montagna nel mondo: in Italia è molto consumato e apprezzato il pane della Lunigiana chiamato marocca; celeberrima è la marocca di Casola in Lunigiana.[3][4][5][6]
- I necci sono cotti in appositi dischi di pietra (testi) o di metallo (i ferri) e assomigliano a crêpes di colore marrone. Possono essere mangiati con ricotta o cotti assieme a salsiccia o pancetta.
- Il castagnaccio va cotto in forno. Alla base con acqua e sale vanno aggiunti pinoli (o noci), uva passa e rosmarino.
- I manafregoli (o manufatoli) sono cotti nel paiolo e serviti con latte.
- La polenta dolce si fa con lo stesso procedimento della più tipica polenta di mais ed ha una consistenza più morbida. Si racconta che Garibaldi con il suo esercito, durante il suo passaggio a Le Piastre, sulla Montagna Pistoiese, fu sfamato proprio con polenta di castagne.
- Le frittelle di farina dolce vengono preparate, friggendo porzioni dell'impasto con acqua e sale.
- I panzerotti dolci, tipici dell'Irpinia, ripieni con la castagna di Montella. Vengono fritti o cotti in forno e serviti coperti da zucchero a velo.
- La pattona, tipica della Lunigiana, è forse la ricetta più originale tra quelle che hanno come principale ingrediente la farina di castagne. Si prepara cuocendo nel forno a legna un impasto di farina di castagne, acqua e sale; l'impasto deve essere posto su un letto di foglie di castagno e ricoperto con le stesse. Pattona è anche il nome che in alcune zone viene erroneamente assegnato al castagnaccio.

Quelli citati sono gli usi tipici, ma sono innumerevoli gli usi soprattutto dolciari di questo alimento. Molti sono anche gli usi possibili, dal momento che la farina di castagne è un prodotto poco conosciuto se non prevalentemente nelle zone di produzione. Ad esempio nell'entroterra campano (Irpinia) viene fatta la pasta con la farina di castagne, oltre al pane e biscotti, mentre in Liguria, specie nella zona di Recco e Valfontanabuona, si preparavano le troffie di farina di castagne: pasta tipica da mangiare condita con il pesto di basilico.

## Riconoscimenti
La farina di castagne e i suoi derivati sono stati riconosciuti prodotti tradizionali su proposta delle seguenti regioni:
Regione Campania
- farina di castagna di Montella

Regione Calabria
- farina di castagne

Regione Emilia-Romagna
- Frittelle di farina di castagne
- polenta di farina di castagne
- tortelli di farina di castagne

Regione Liguria
- Farina di castagne

Regione Toscana
- farina di castagne carpinese
- farina di castagne di Antona  (farina dolce)
- farina di castagne del pratomagno (farina dolce)
- farina di castagne dell'amiata
- farina di castagne della lunigiana
- farina di castagne di prato
- farina di castagne pistoiese
- farina di castagne di Montieri

### Marchi di tutela attribuiti dall'Unione europea
- Farina di Neccio della Garfagnana (DOP) registrata il 13/03/2004 - Italia
- Farine de châtaigne corse/Farina castagnina corsa (DOP) registrata il 13/11/2010 - Francia
- Farina di castagne della Lunigiana (DOP) registrata il 16/04/2011 - Italia

## Galleria d'immagini

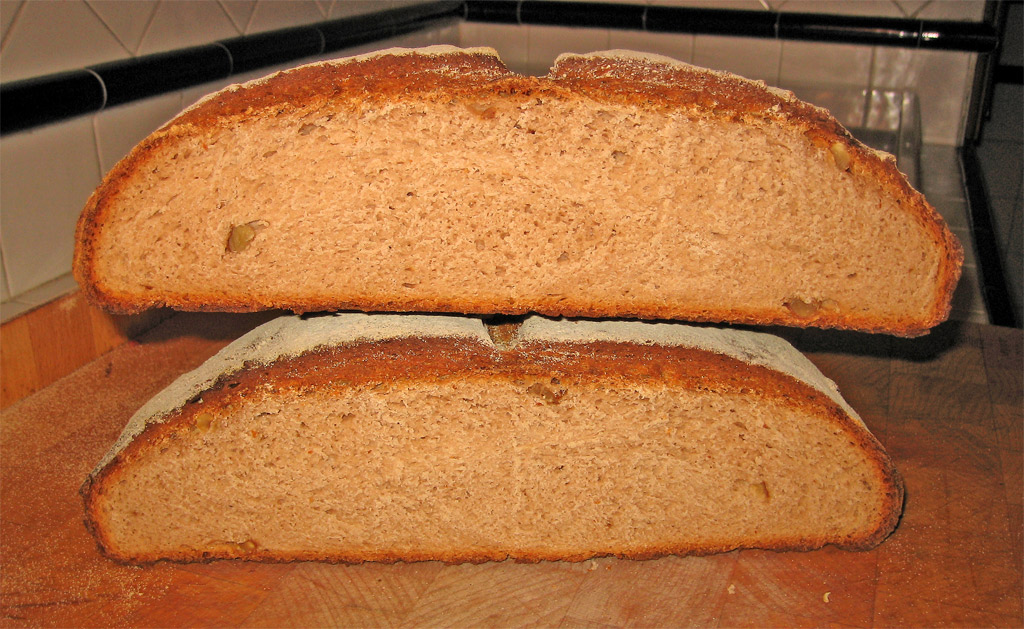
Pane fatto con farina di castagne
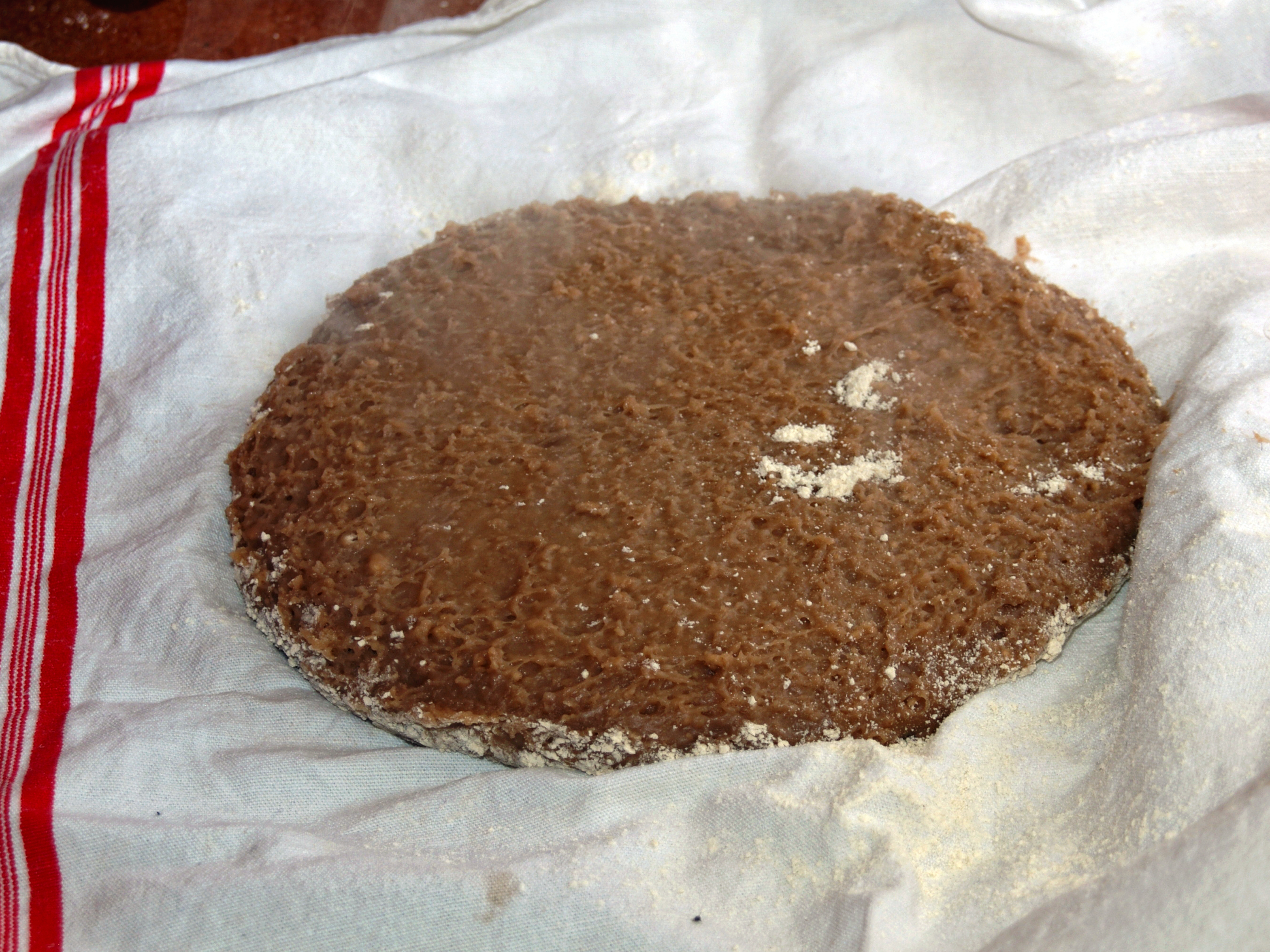
Pulenta castagnina corsa
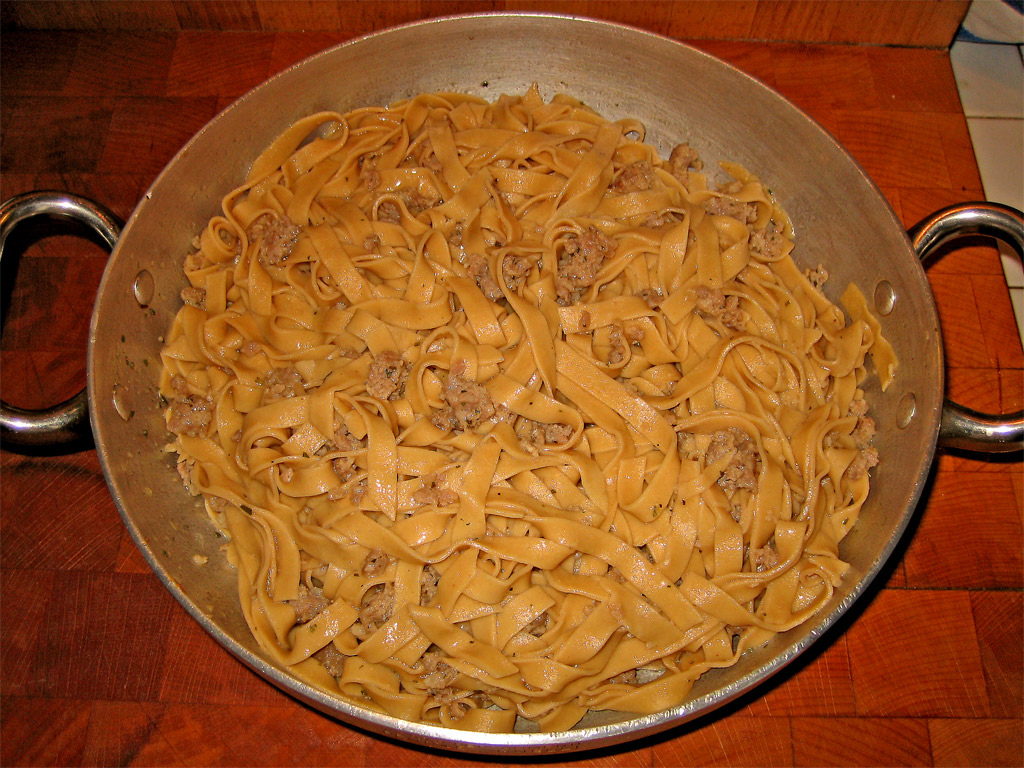
Tagliatelle alla farina di castagne
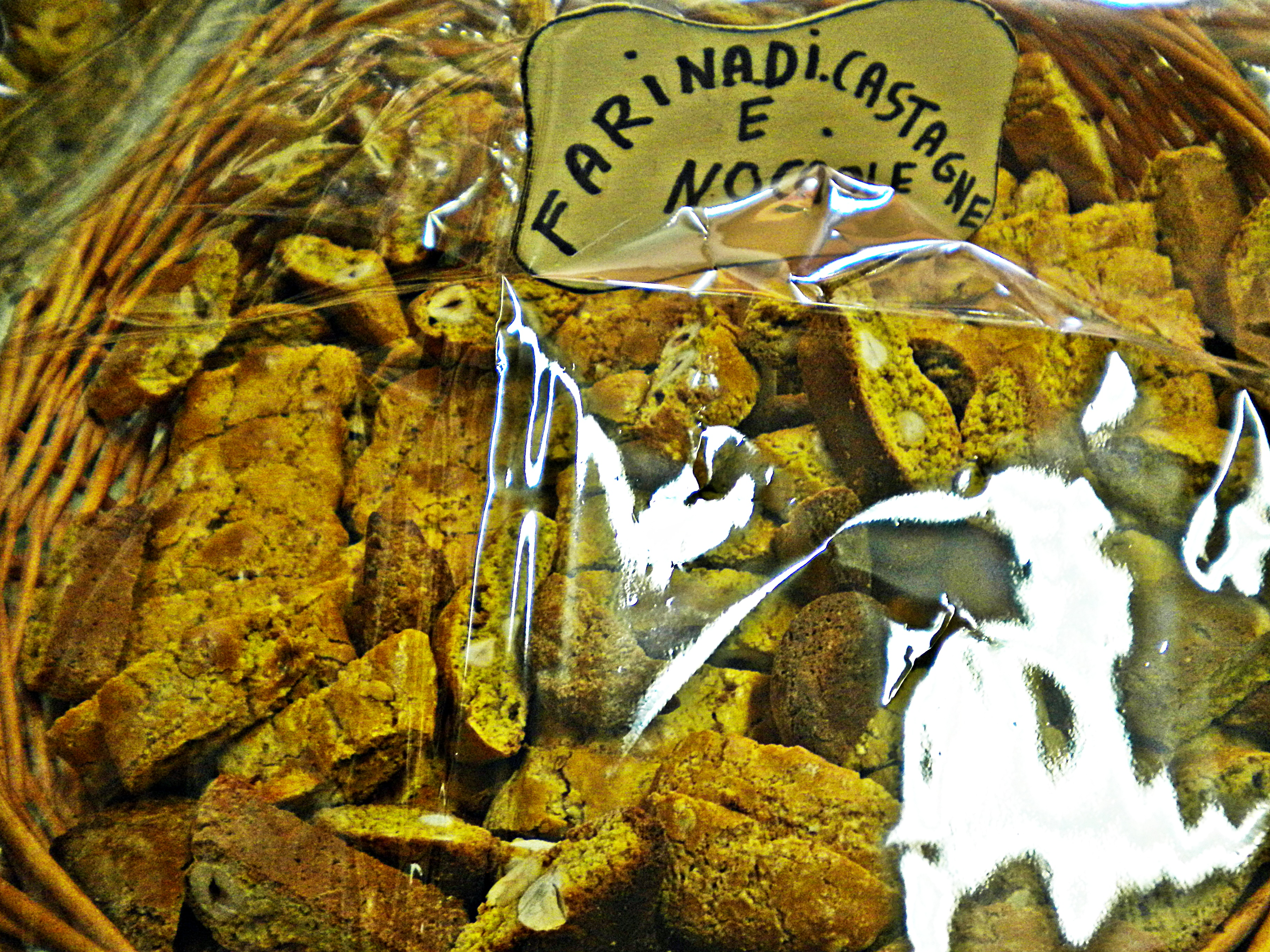
... e i cantuccini
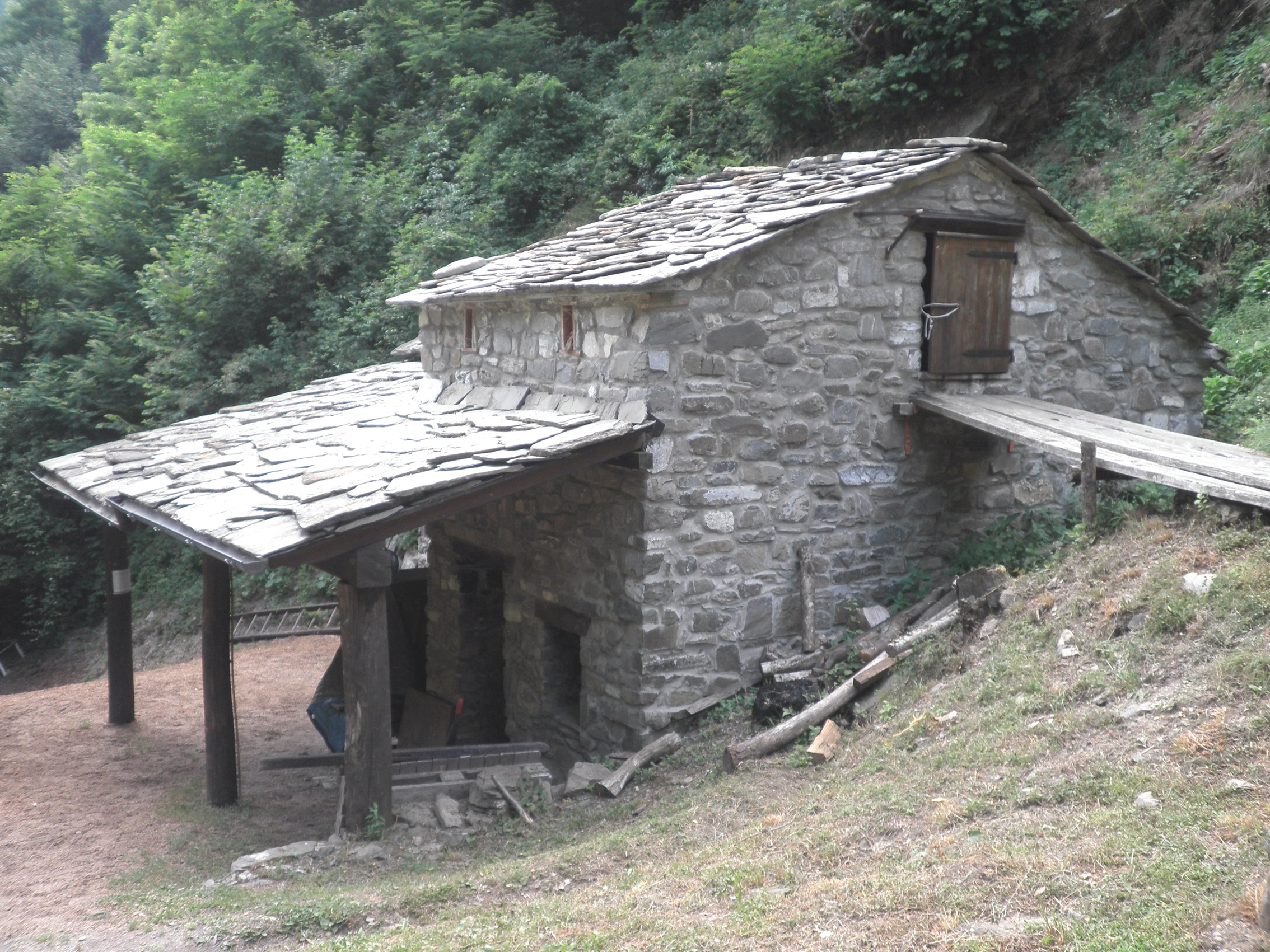
Il metato, edificio destinato alla essiccazione delle castagne
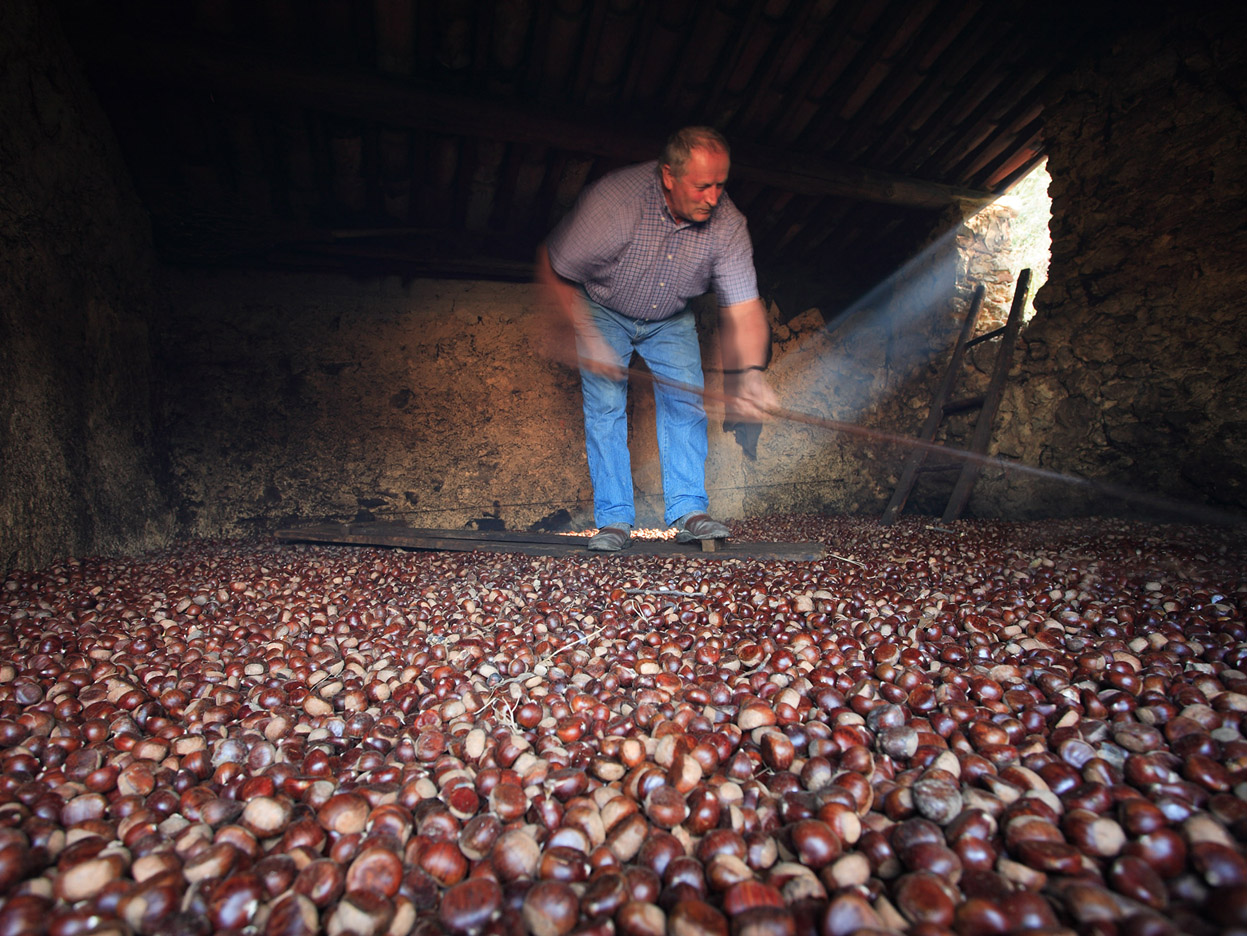
Essiccatoio a Perlo in Piemonte
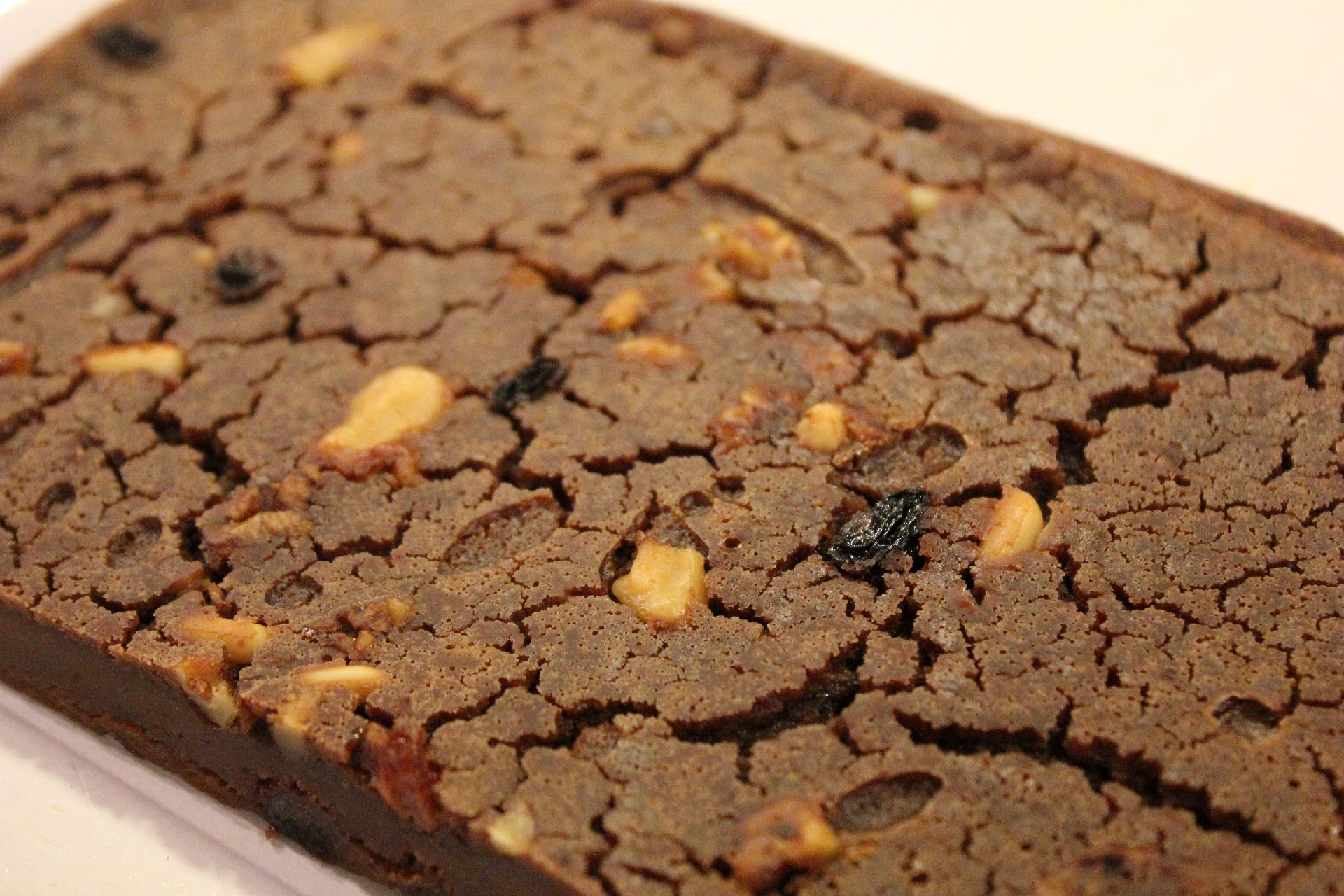
Castagnaccio: ricetta modernizzata con uva sultanina, pinoli e noci
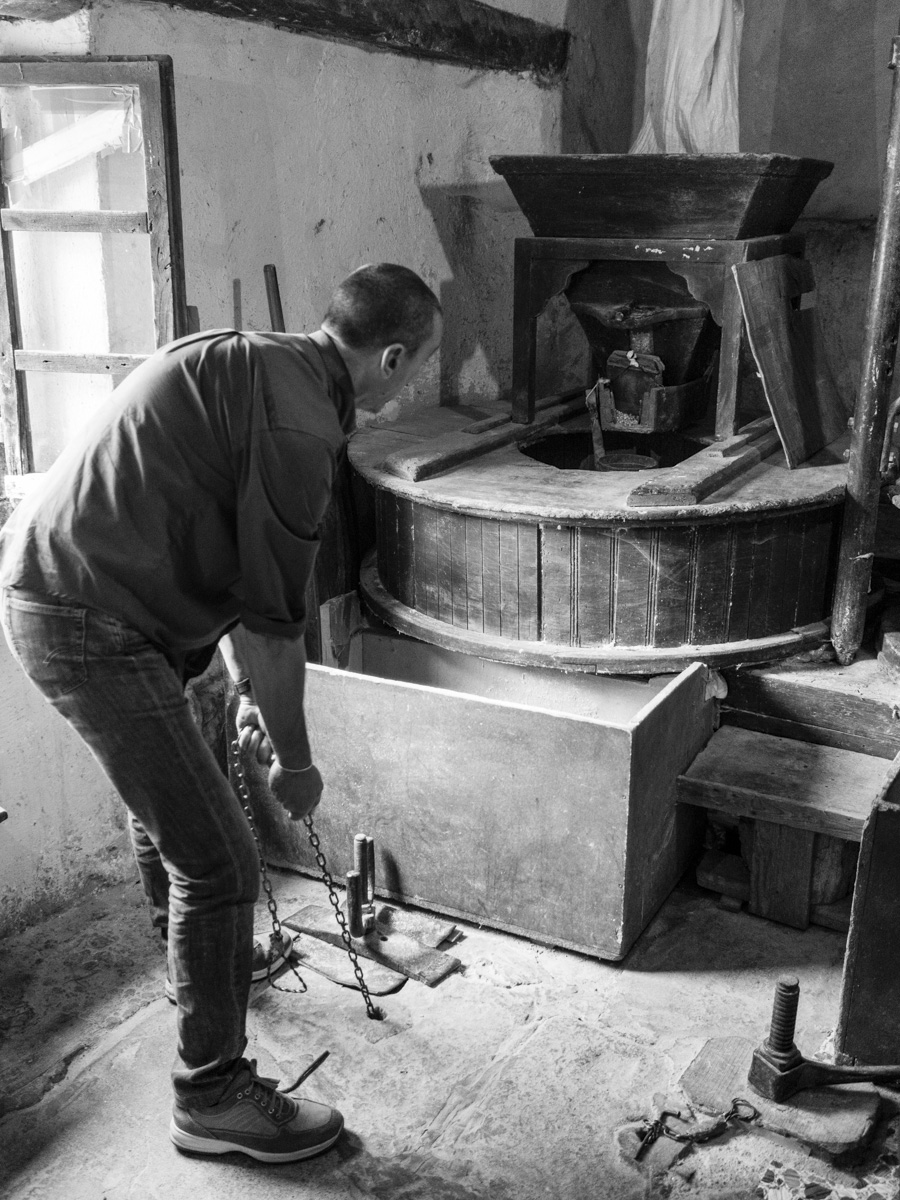
Macinazione tradizionale delle castagne